# Hangony-patak
A Hangony-patak Domaházától délkeletre, 330 méter tengerszint feletti magasságban ered. Végigfolyik Domaházán, Kissikátoron, Hangonyon, Ózdon, és Sajónémetinél ömlik a Sajóba.

## Leírás
A Sajó jobb oldali mellékvize. 30 kilométer hosszan, völgyben folyik végig. Vizét az 1990-es évek közepéig ipari célokra is használták Ózdon. Ennek következtében olajjal és vasrevével volt szennyezett. A kohászati tevékenység megszűnte után fokozatosan tisztul a patak vize. Halai: a fenékjáró küllő és az ezüstkárász.

## Nevének jelentése
A Hangony pataknév a magyar hang főnév származéka.

## Mellékvizei

### Hódos-patak
A Hangony-patak jobb oldali legnagyobb mellékvize. Borsodnádasd fölött ered, végigfolyik Borsodnádasdon, Járdánházán, Arlón, Hódoscsépányon, s Ózdnál folyik a Hangony-patakba. A torkolatnál  vízhozama hasonló mint a Hangony-pataké. Halak: fejes domolykó. Hossza: 15 km.

### Uraj-patak
A Hangony-patak bal oldali mellékvize. Az Ózd városhoz tartozó Susa fölött, a szlovák határnál ered. Susán és Urajon folyik végig, s Ózdon folyik bele a Hangony-patakba. Magyarország második katonai felmérése idején még Susai-patak néven szerepelt. Hossza: 7,5 km. Vízgyűjtője 14 km2.

### Dobó-patak
A Hangony-patak jobb oldali mellékvize. Sajóvárkonynál folyik a Hangony-patakba.

## Part menti települések
- Domaháza
- Kissikátor
- Hangony
- Szentsimon
- Ózd
- Sajóvárkony
- Bánszállás
- Center
- Sajónémeti

## Képtár

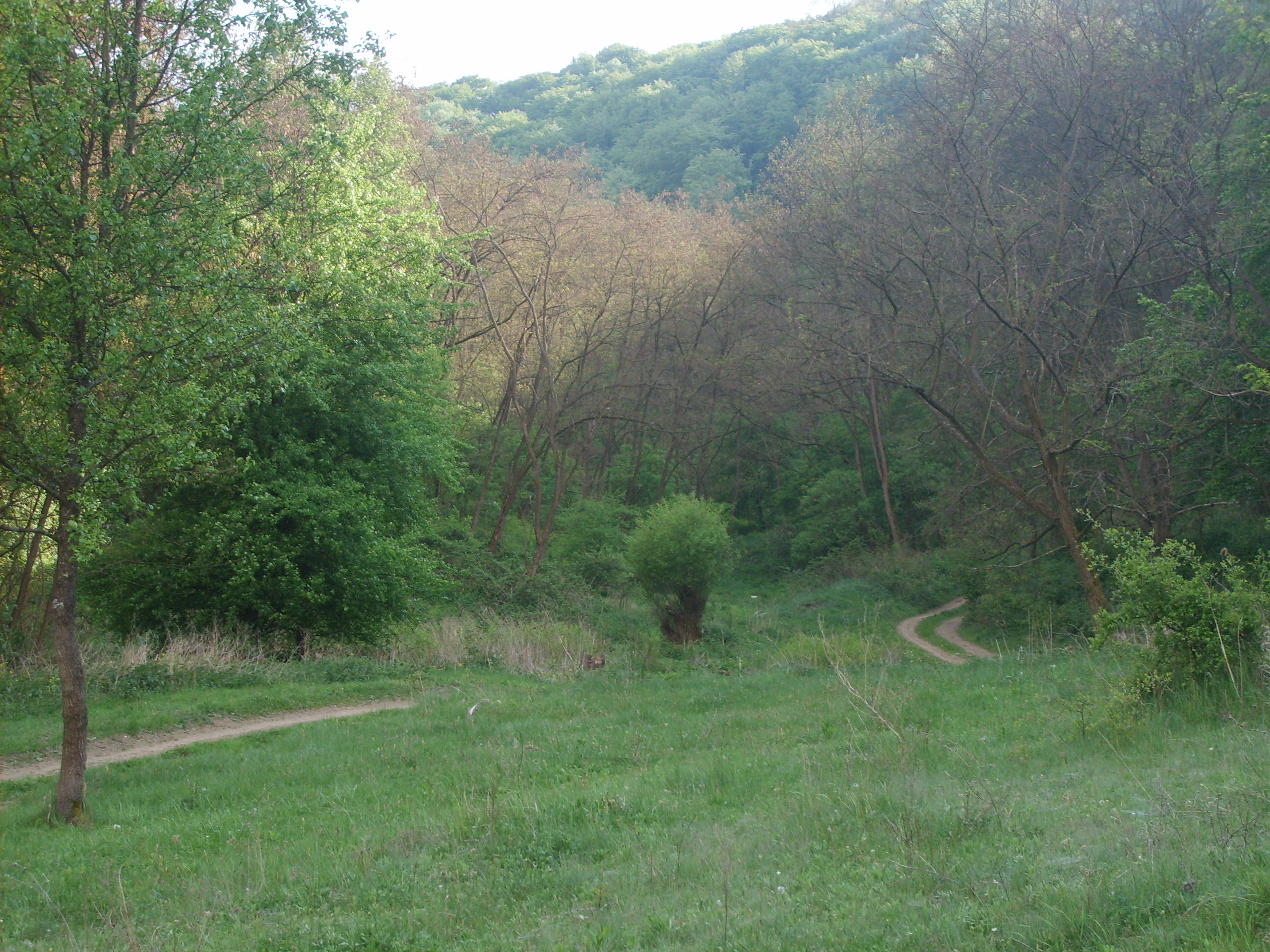
A Hangony-patak forrásának völgye
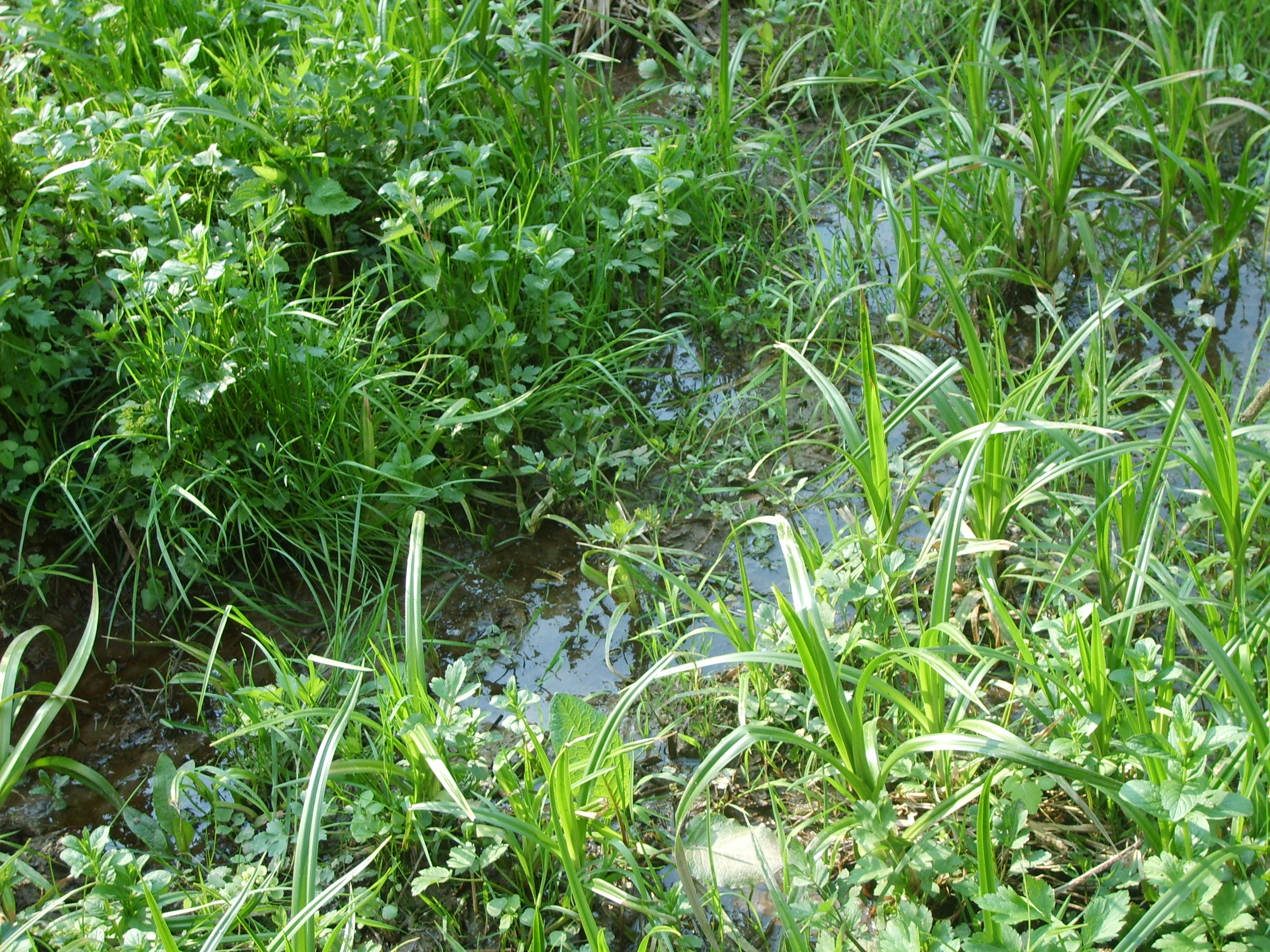
A forrás
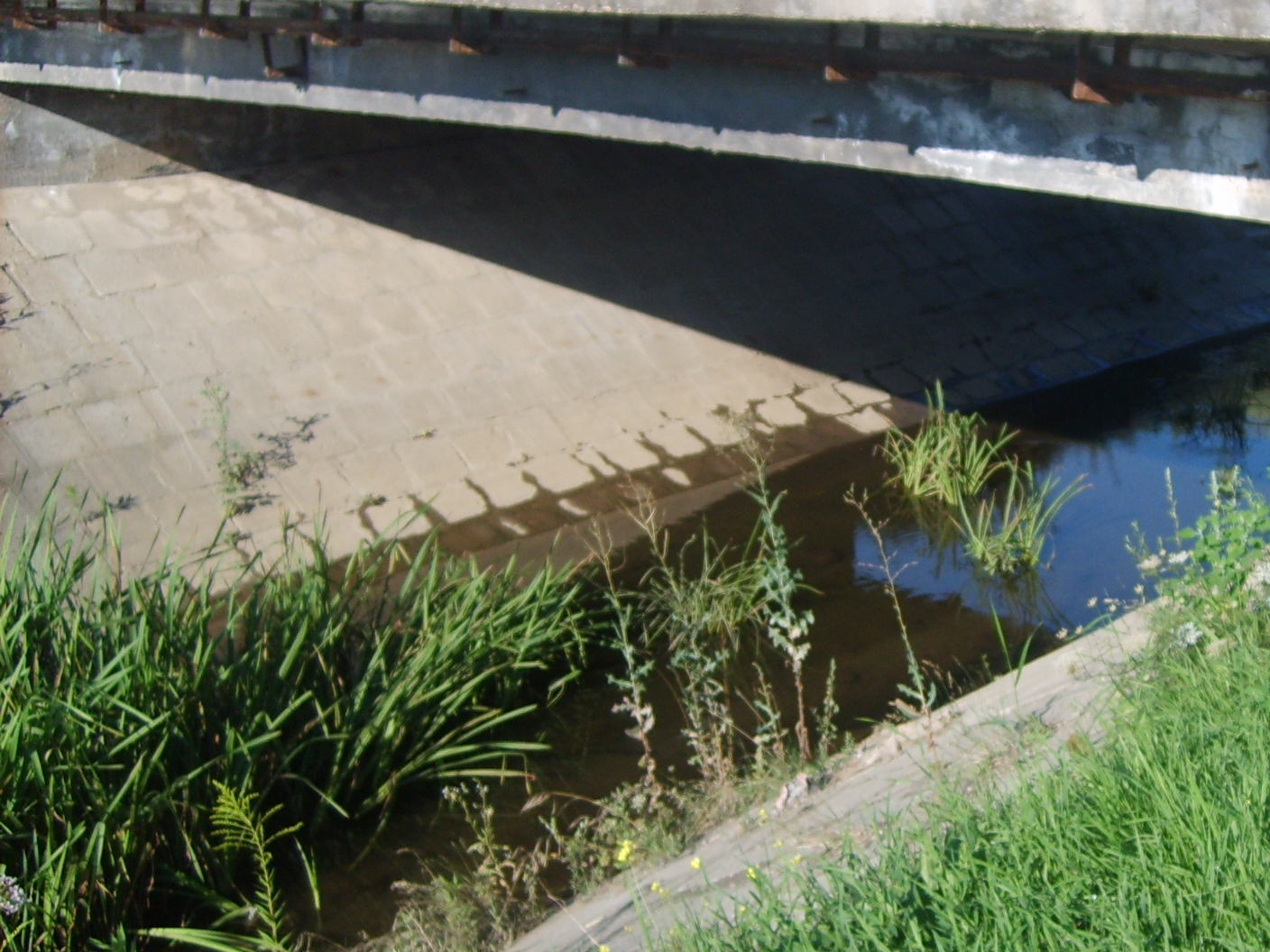
A Hangony-patak Ózdon
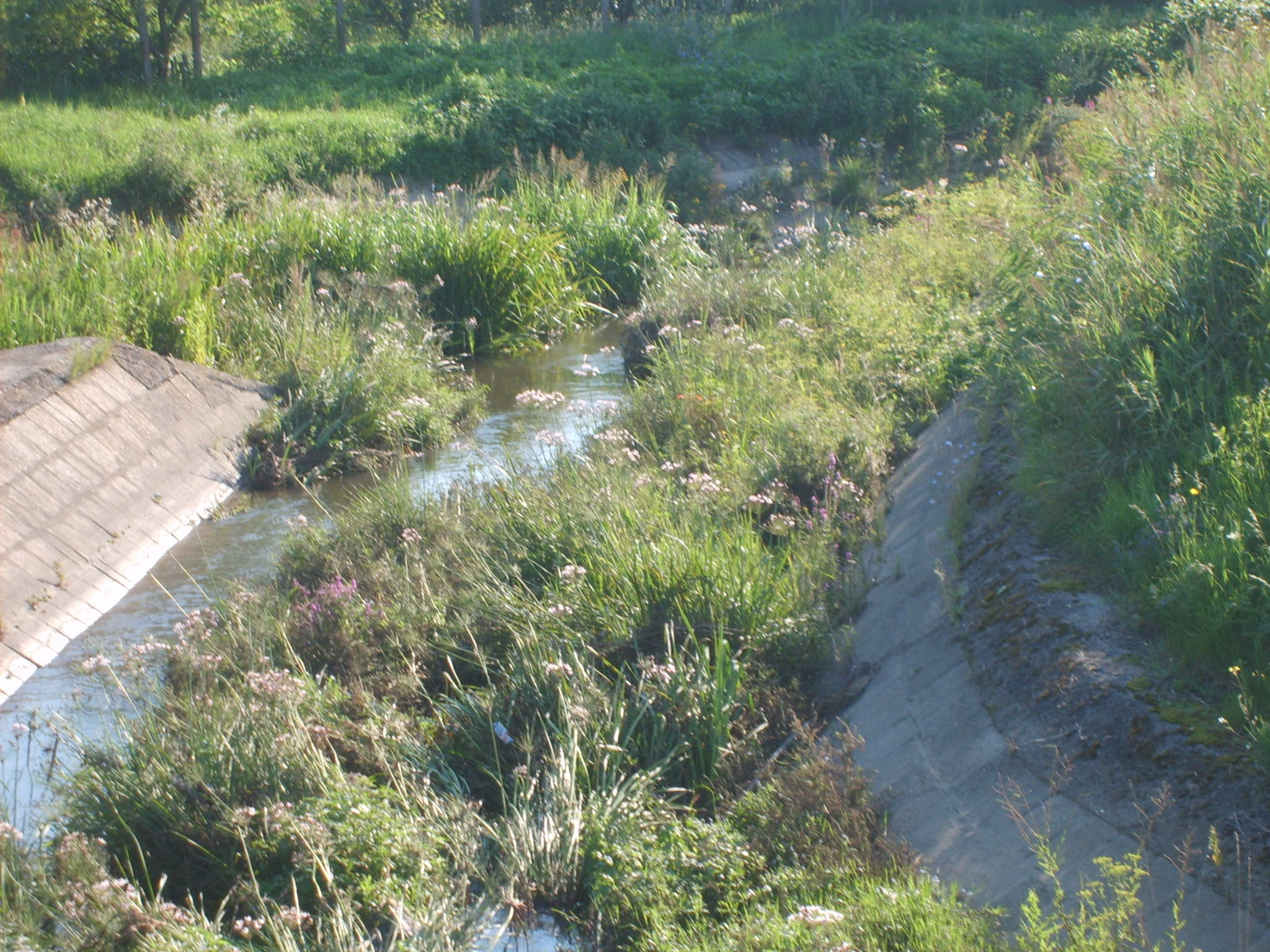
A Hódos-patak torkolata
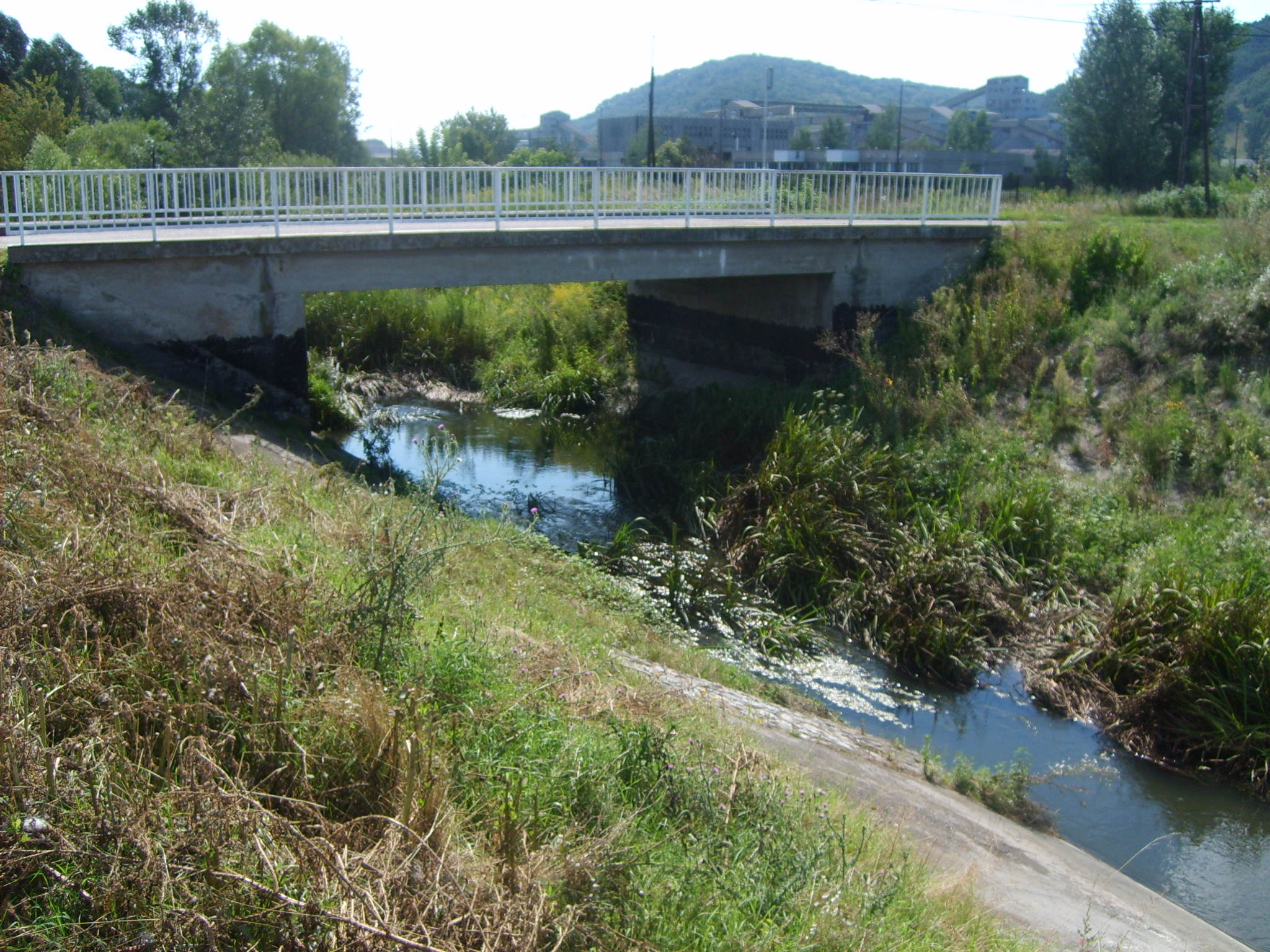
A Hangony-patak Centernél
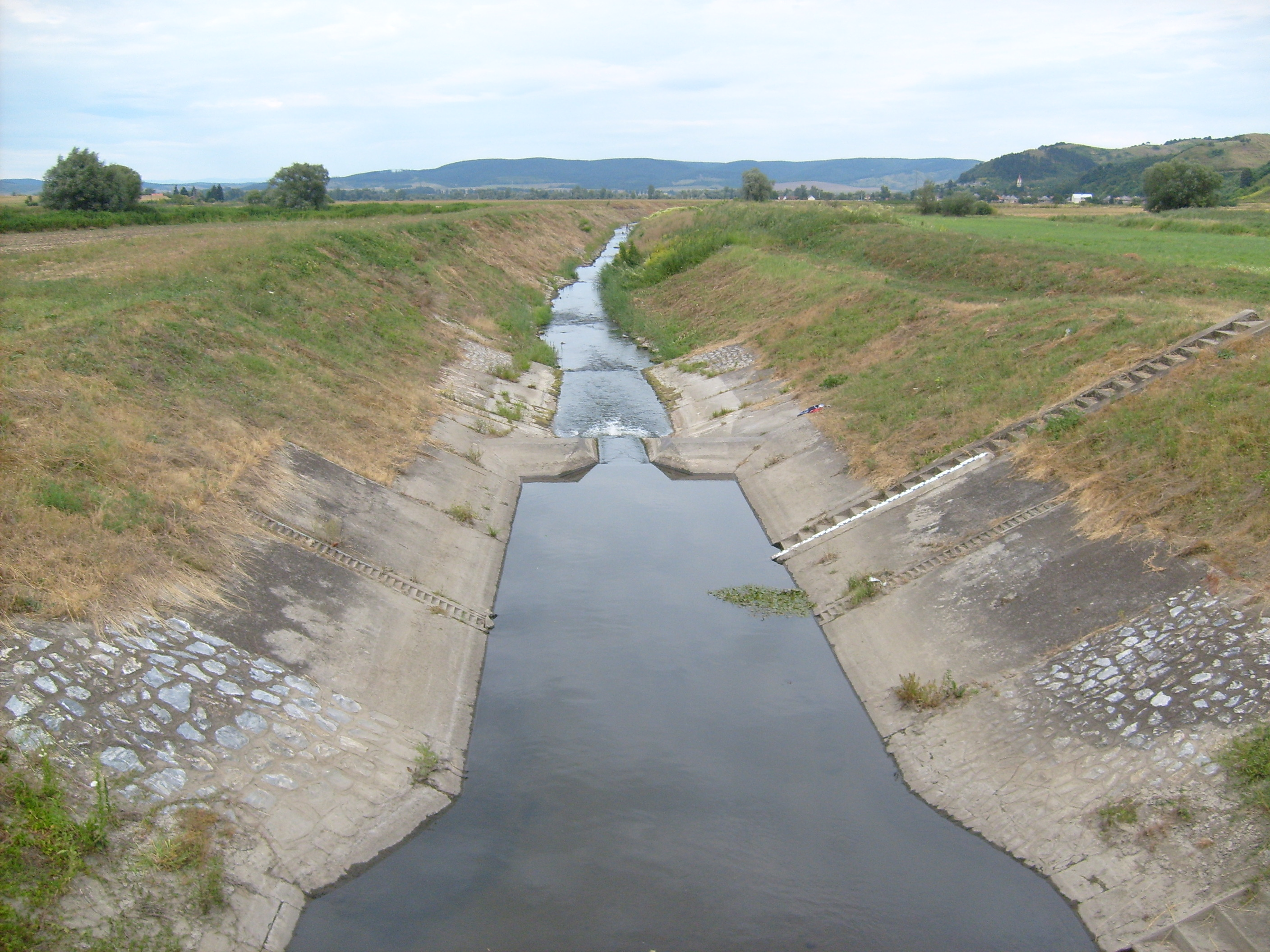
Centernél
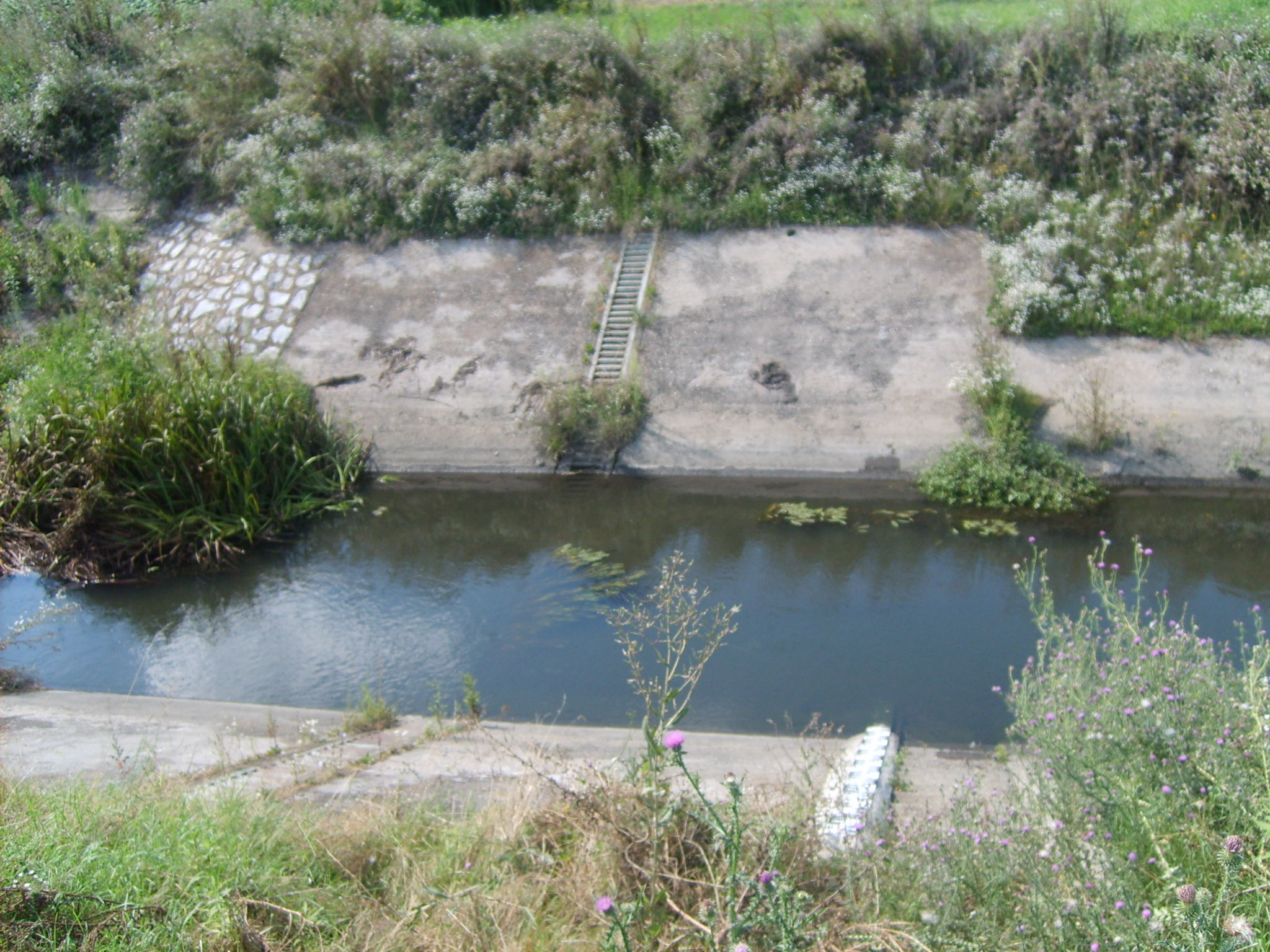
Vízmérce Centernél
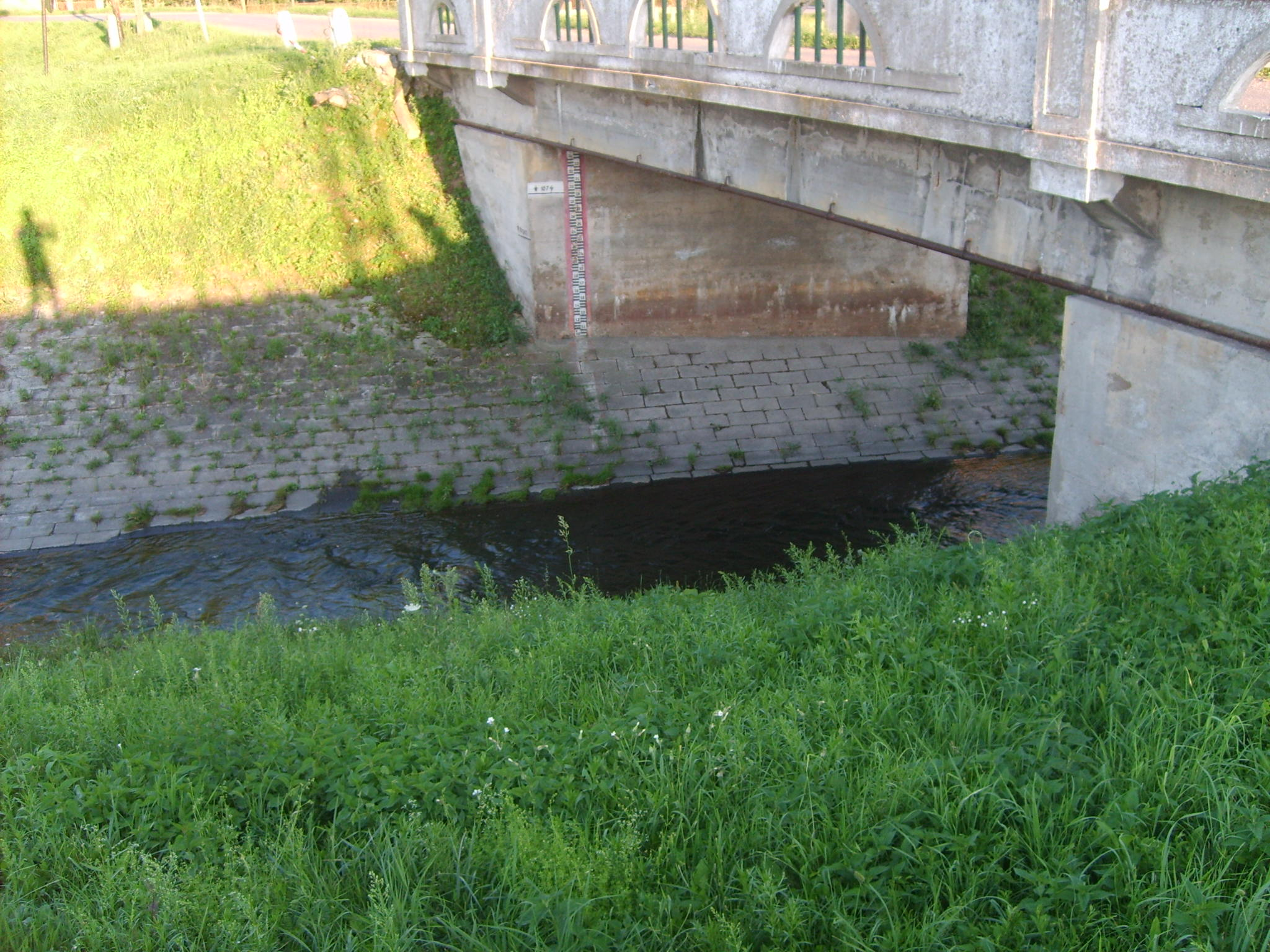
A Hangony-patak Sajónémetinél
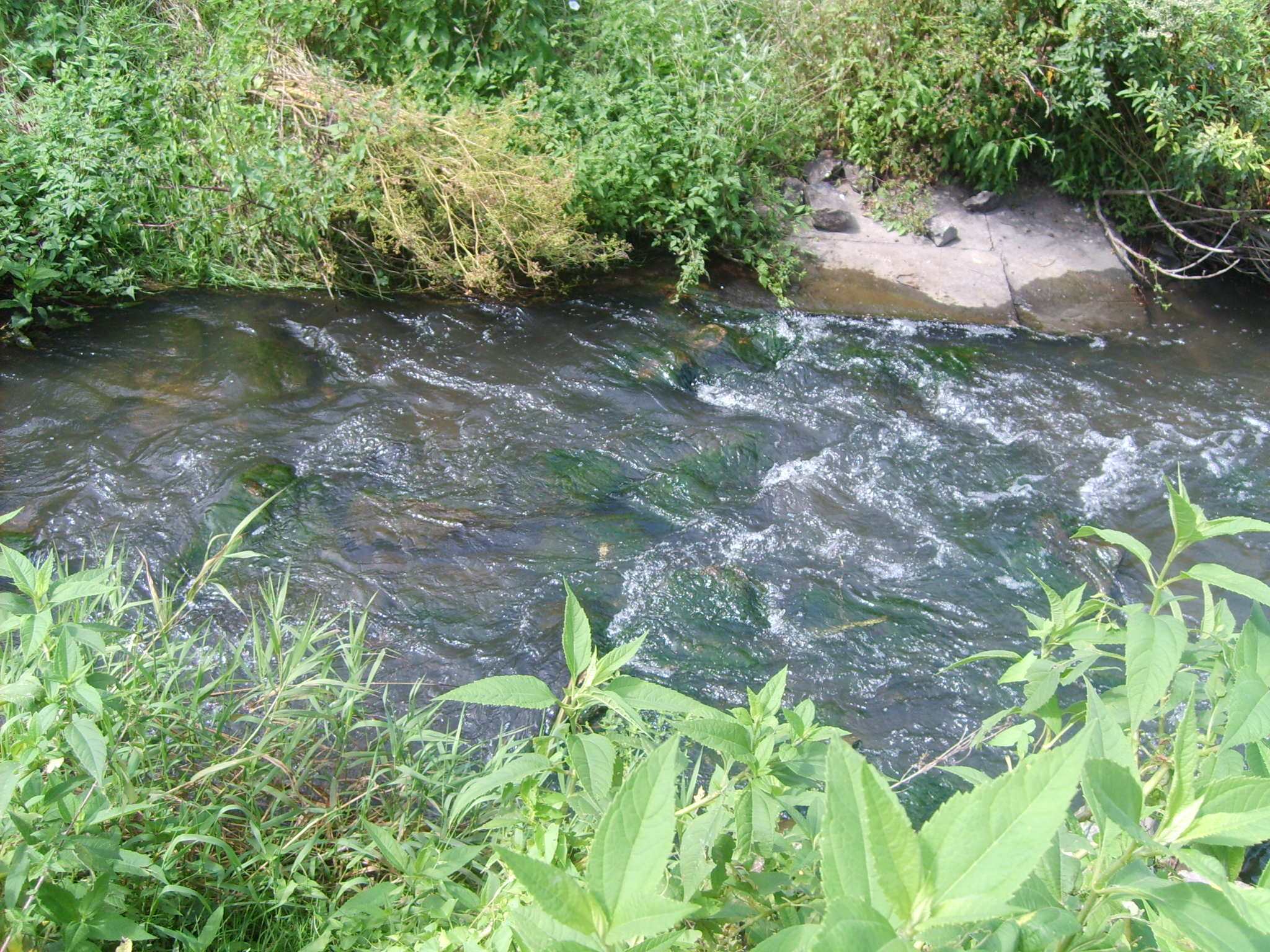
A Hangony-patak néhány méterre a Sajó torkolata előtt
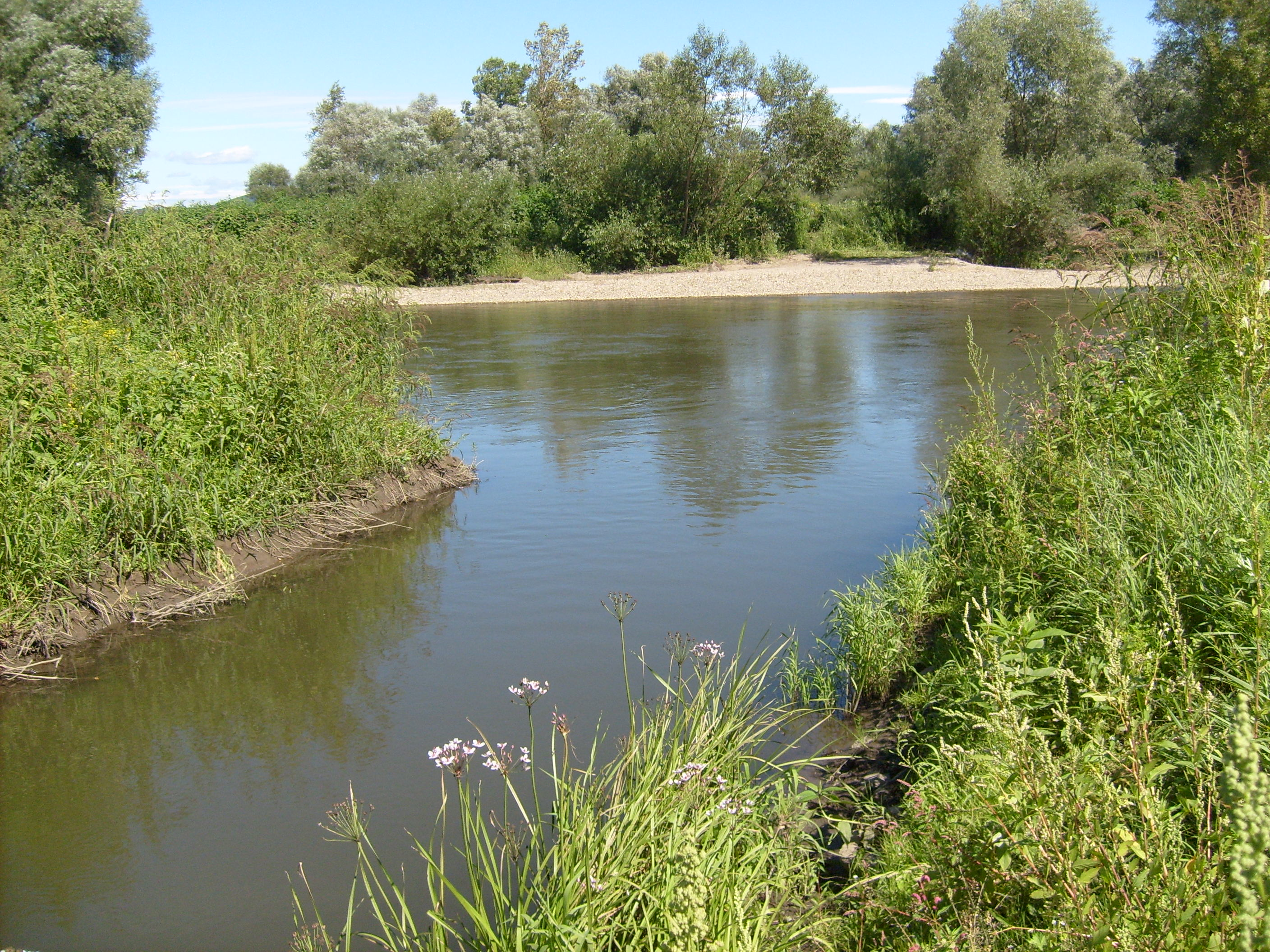
Torkolat a Sajóba Sajónémetinél
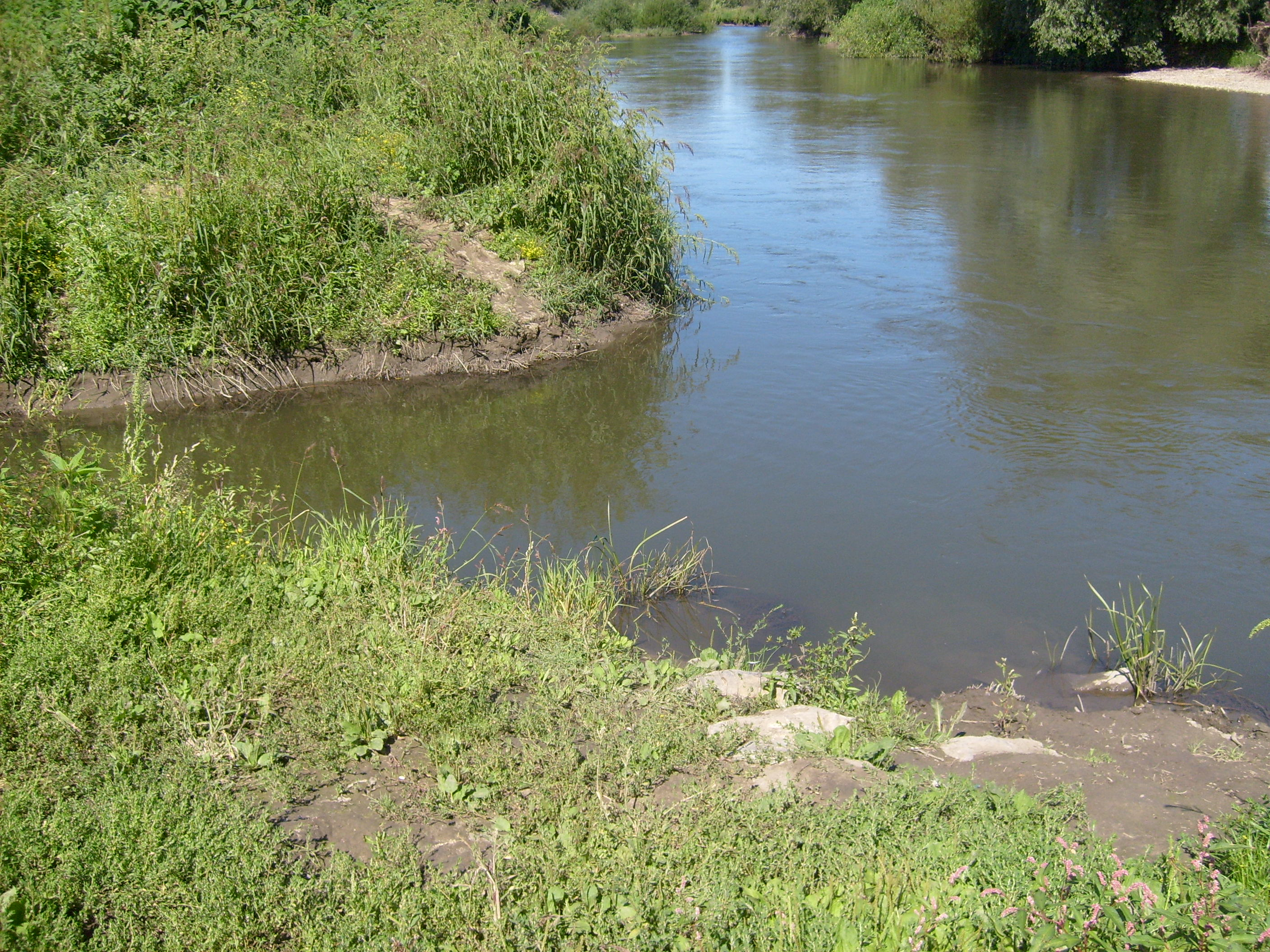
A Hangony-patak és a Sajó találkozása
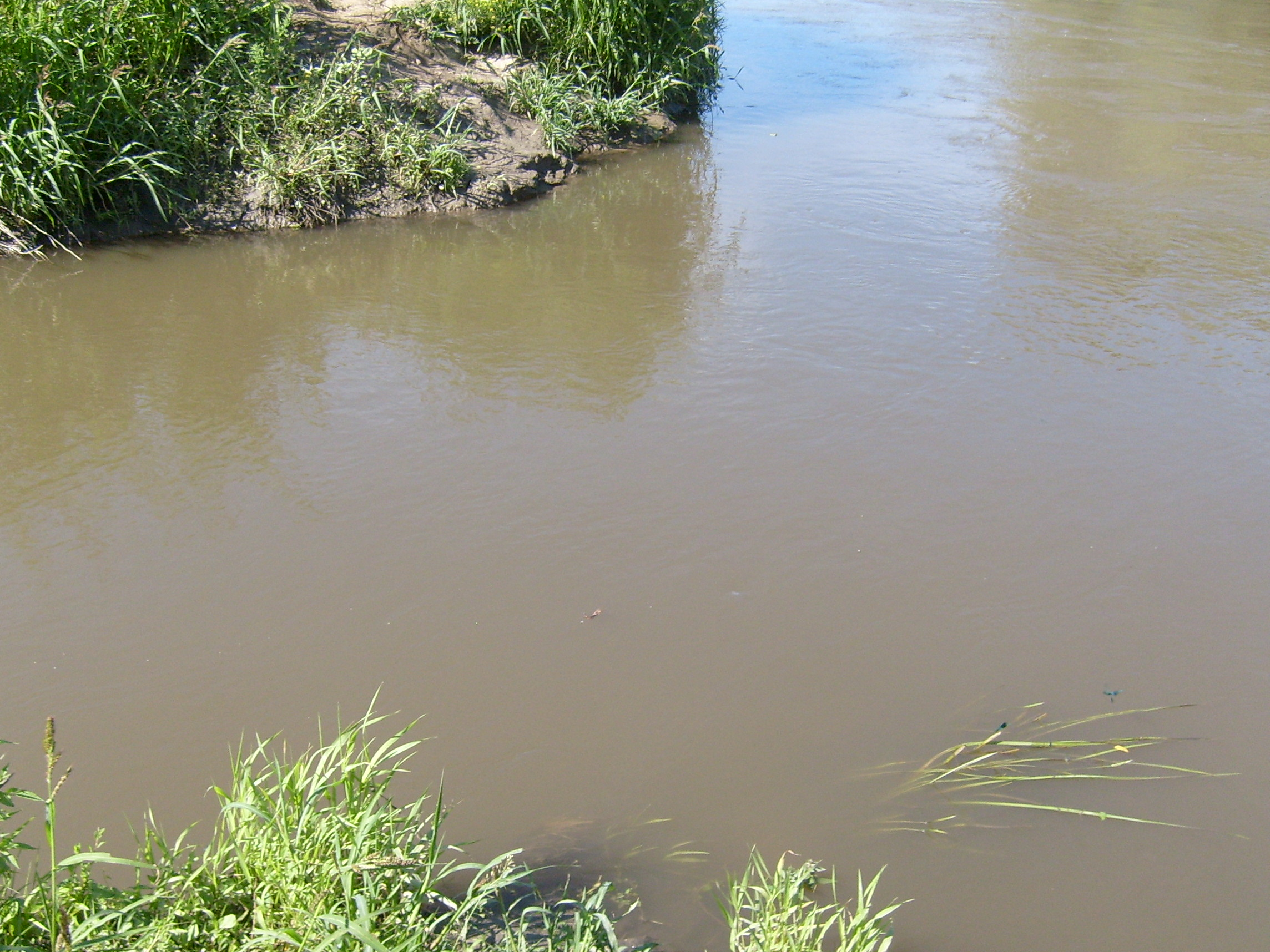
A Torkolat közelebbről